# راکت (کمیک)
راکت (به انگلیسی: Rocket) با نام اصلی راکل اروین، یک شخصیت خیالی ابرقهرمان در کتاب‌های کامیک آمریکایی منتشر شده توسط دی‌سی کامیکس است. این شخصیت توسط نویسنده دواین مک‌دافی و طراح دنیس کاون خلق شده‌است که برای اولین بار، در شمارهٔ ۱ مجلهٔ کمیک‌های آیکون (مه ۱۹۹۳) معرفی شد.